# Honrubia de la Cuesta
Honrubia de la Cuesta è un comune spagnolo di 68 abitanti situato nella comunità autonoma di Castiglia e León.